# Charaxes psaphon
Charaxes psaphon är en fjärilsart som beskrevs av John Obadiah Westwood 1848. Charaxes psaphon ingår i släktet Charaxes och familjen praktfjärilar. Inga underarter finns listade i Catalogue of Life.

## Bildgalleri

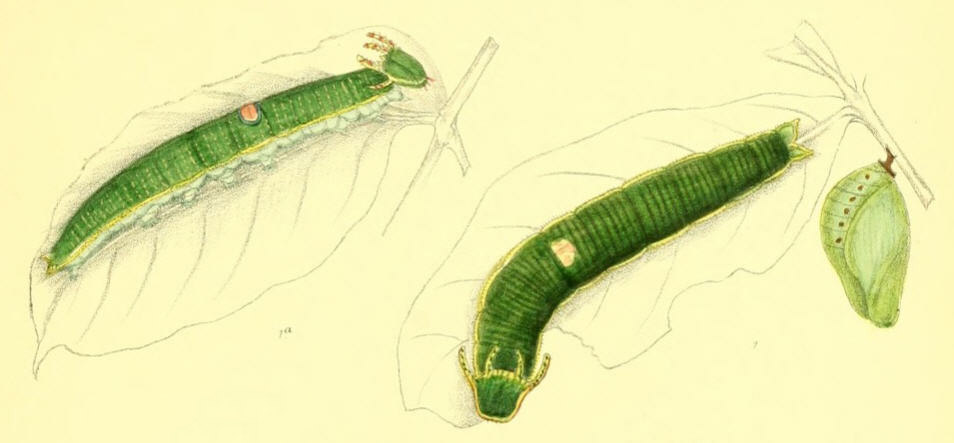
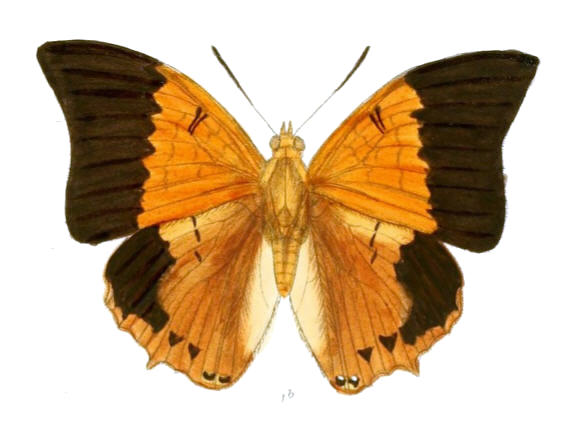
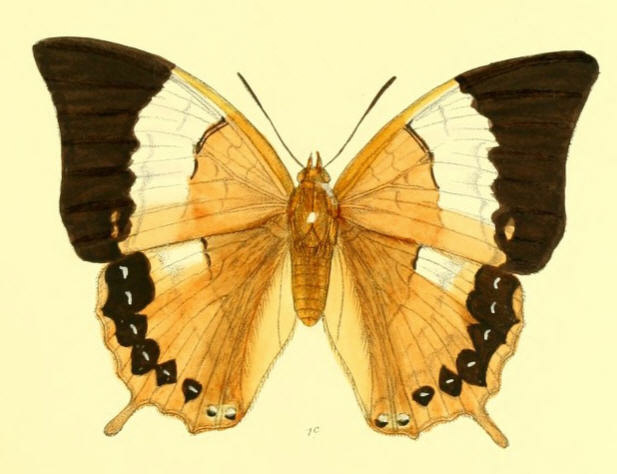
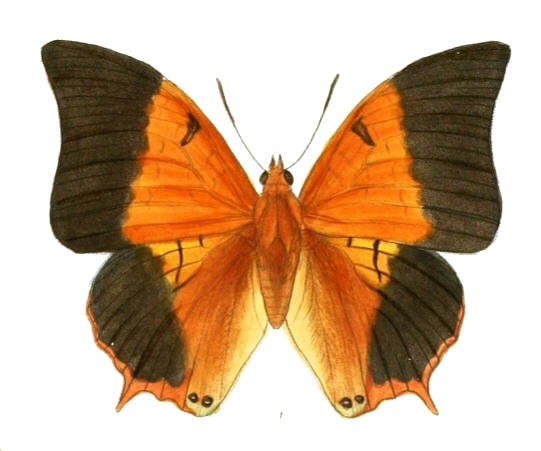
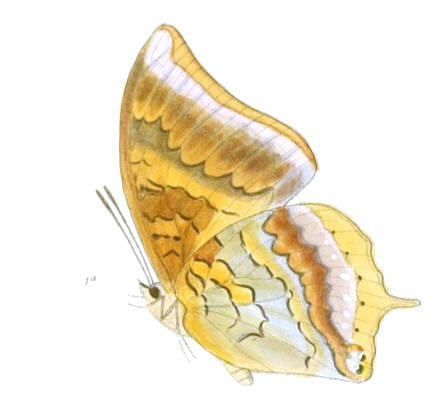
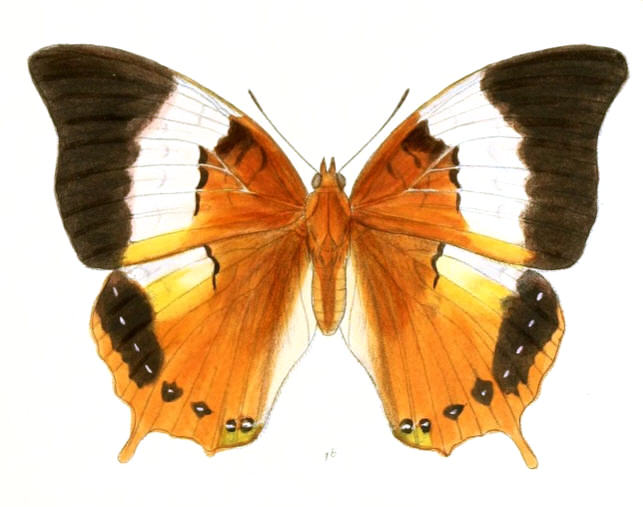